# Bruchophagus maeterlincki
Bruchophagus maeterlincki är en stekelart som först beskrevs av Girault 1915.  Bruchophagus maeterlincki ingår i släktet Bruchophagus och familjen kragglanssteklar. Inga underarter finns listade.